# Leptogaster tenuis
Leptogaster tenuis là một loài ruồi trong họ Asilidae. Leptogaster tenuis được Loew miêu tả năm 1858. Loài này phân bố ở vùng nhiệt đới châu Phi.